# Xenoclarias eupogon

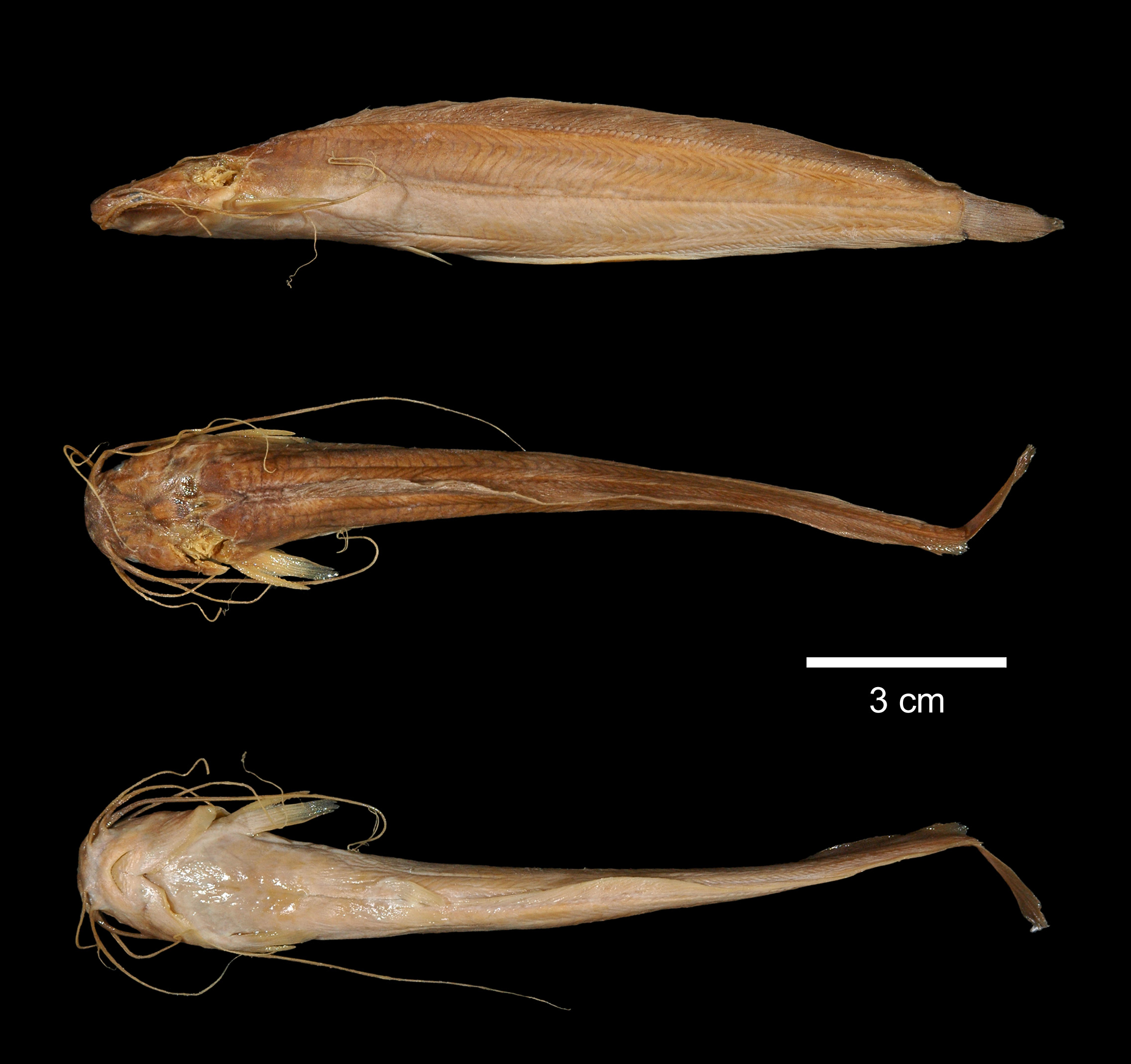
Xenoclarias eupogon

Xenoclarias eupogon é uma espécie de peixe da família Clariidae. É monotípico dentro do género Xenoclarias.
É endémica do Quénia.
Os seus habitats naturais são: lagos de água doce.